# 共犯者 (松本清張)
『共犯者』（きょうはんしゃ）は、松本清張の短編小説。『週刊読売』1956年11月18日号に掲載、1957年2月に『森鷗外・松本清張集』（文芸評論社・文芸推理小説選集1）収録の一編として刊行された。
1958年に大映で映画化、また6度テレビドラマ化されている。

## あらすじ
内堀彦介は15年間、食器具の外交員として全国を回る貧乏な生活を送っていたが、今では膨大な財産を持っている。その資金は実は、年下の漆器販売外交員・町田武治と組んで銀行強盗を働き、奪ったものであった。二度と会わない、連絡を取らないと町田と約束し合って別れたものの、内堀はかつての共犯者から脅迫されるのではないかという疑念に苛まれる。穿鑿を始めた内堀だったが、敵は思わぬ場所から出現した……。

## 映画
1958年10月22日に公開。製作は大映東京、配給は大映。
キャスト
- 根上淳（内堀彦介）
- 船越英二（竹岡良一）
- 高松英郎（町田武治）
- 叶順子（吉沢雅恵）
- 宮口精二（雅恵の父・勇吉）
- 八潮悠子（竹岡悦子）
- 町田博子（悦子の母スギ）
- 若松和子（女事務員・夏子）
- 星ひかる（番頭大森）
- 倉田マユミ（内堀家の女中・キク）
- 多々良純（田口）
- 久保田紀子（女給仕）
- 花布辰男（商工会議所会頭）
- 高村栄一（市会議員）
- 杉田康（愚連隊の男）
- 早川雄三（雑貨屋店主）
- 竹里光子（雑貨屋店主の女房）
- 村田扶実子（温泉マークの女将）
- 河原侃二（千葉の老人）
- 山茶花究（岡本玄）
- 目黒幸子（町田の妻）

他
スタッフ
- 脚本：高岩肇
- 監督：田中重雄
- 企画：塚口一雄
- 撮影：渡辺公夫
- 音楽：古関裕而
- 美術：柴田篤二
- 録音：西井憲一
- 照明：柴田恒吉

## テレビドラマ

### 1960年版
1960年1月2日、フジテレビ系列の「スリラー劇場」枠（22:00-22:30）にて放映。
キャスト
- 岩井半四郎
- 藤波洸子
- 奈村端
- 小原新二
- 榊原大助
- 梶川武利

### 1962年版
1962年4月26日と4月27日、NHKの「松本清張シリーズ・黒の組曲」枠（22:15-22:45）にて放映。
キャスト
- 加藤嘉
- 浜村純
- 西村晃
- 高杉妙子
- 富士栄喜代子
- 寺田誠

スタッフ
- 脚色：川崎九越
- 演出：石島晴夫
- 制作：NHK

### 1964年版
1964年6月24日、日本テレビ系列でプロ野球中継の雨傘番組として編成された『トヨタ水曜サスペンス』（水曜20:00 - 20:56。トヨタ自動車一社提供）内で放映。
キャスト
- 渡辺文雄
- 藤田佳子
- 高松英郎
- 小林重四郎

スタッフ
- 脚本：高岩肇
- 演出：早川恒夫
- 制作：秋田英雄

### 1983年版
「松本清張の共犯者」。1983年3月5日、TBS系列の「ザ・サスペンス」枠（21:02-22:53）にて放映。視聴率16.1％（ビデオリサーチ調べ、関東地区）。DVD化されている（DVDタイトルは「松本清張サスペンス・共犯者」）。
キャスト
- 堀内啓造：平幹二朗
- 萬木武志：尾藤イサオ
- 竹岡美智子：畑中葉子
- 安西悠子：片桐夕子
- 萬木志保子：あき竹城
- 堀内房子：春川ますみ
- ：村瀬幸子
- ：三崎千恵子

スタッフ
- 企画：春日千春、樋口祐三
- 企画協力：霧プロダクション
- 脚本：中島丈博
- プロデューサー：野木小四郎（大映テレビ）、金川克斗志（TBS）
- 監督：井上芳夫
- 音楽：小川よしあき
- 撮影：原秀夫
- 制作：大映テレビ、TBS

### 2006年版
「松本清張スペシャル 共犯者」。2006年5月9日、日本テレビ系列の「DRAMA COMPLEX」枠（21:30-23:24）にて放映。主人公・共犯者ともに女性の設定。DVD化されている。
キャスト
- 内堀江梨子：賀来千香子 (現在は和食レストランチェーン｢TAKUMI｣ の女性社長。36歳)
- 若杉千香子：室井滋 (探偵事務所所長。45歳)
- 町田夏海：とよた真帆 (8年前、神戸で江梨子と同じ卸売市場で働いていた。36歳)
- 松本健：小橋賢児 (千香子の助手。30歳)
- 内堀佳代子：加藤治子 (江梨子の母。70歳)
- 横山剛：細川茂樹（江梨子の嫌がらせのメールをした張本人）
- 鈴木さやか：浅見れいな
- 倭誠一：佐野史郎 (IT会社社長。38歳)
- お好み焼き屋のママ：あいはら友子
- 石田太郎
- 社長：山田明郷
- 守山耕一郎：前田昌明 (芦屋の老人)
- 老人：伊藤正博
- 警備員：茂木和範
- アナウンサー：堤信子
- ペットショップのチーフ：六角精児
- 井口玲子
- ペットショップ店員：紀瀬美香
- 社員：宗清万里子
- 高橋：飯沼千恵子
- 社員：小川信行
- ウェイター：伊庭拓哉
- ウェイター：岡田幸樹
- 借金取り：浜谷康幸
- 借金取り：重松隆志
- 8年前の知人：るり江
- 浅見：花悠子 (弁護士)
- 店主：三矢家ゆうじ

スタッフ
- 脚本：西荻弓絵・大河明日香
- 監督：上川伸廣
- 助監督：柿沼竹生
- 技術協力：映広
- プロデューサー：小泉守（トータルメディアコミュニケーション）、前田伸一郎（日本テレビ）、佐藤敦（日本テレビ）
- ロケ協力：ホテルオークラ神戸、神戸長田丸五市場、神戸水産物卸協同組合、神戸フィルムオフィス、倉敷観光コンベンションビューロー、よこすか芸術劇場、リーガロイヤルホテル東京 ほか
- 企画協力：ナック、菊地実
- 音楽協力：日本テレビ音楽
- 企画制作：日本テレビ
- 製作著作：トータルメディアコミュニケーション

### 2015年版
「松本清張特別企画「共犯者」」。2015年9月30日（21:00-23:03）、テレビ東京系列のスペシャルドラマとして放映。
キャスト
- 内堀美輪：観月ありさ (現在は化粧品会社「ニンファ・ミワ」の社長)
- 町田武治：山本耕史 (秋月家に出入りしていた元造園業者)
- 竹岡良子：仲里依紗 (美輪の部下で元探偵)
- 村田桂子：YOU (美輪の秘書)
- 野沢香奈：今井咲貴
- 小川弘幸：西村元貴
- 杉本：ビートきよし
- 高橋友也：土屋裕一
- ウェイター：錦はやと
- 細野弘：カムイ
- 島尾健作：大地康雄 (刑事) ※特別出演
- 秋月義彦：寺島進 (美輪の夫)
- 片山萌美、落合萌、伊藤しほ乃　ほか

スタッフ
- 脚本：浅野妙子
- 監督：水谷俊之
- 造園指導：水梨孝治
- 医療指導：加藤晴之輔
- 海中映像：F’S GAME
- 技斗：高瀬将嗣
- 技術協力：フォーチュン
- 美術協力：BEENS
- ポスプロ：アムレック
- プロデュース：中川順平、黒沢淳、金澤友也
- 製作：テレビ東京、BSジャパン、テレパック